# Kempfidea lienenklausi
Kempfidea lienenklausi is een mosselkreeftjessoort uit de familie van de Hemicytheridae. De wetenschappelijke naam van de soort is voor het eerst geldig gepubliceerd in 1904 door Ulrich & Bassler.